# Laura Švilpaitė
Laura Švilpaitė (Vilnius, 7 gennaio 1994) è una ginnasta lituana, che ha partecipato ai Giochi Olimpici di Londra 2012.